# Lista över mest besökta palats och monument
Lista över de mest besökta platserna i världen med kända monument, palats och kyrkor.

## Lista
| Nationalmonument efter antal besökare per år | Nationalmonument efter antal besökare per år | Nationalmonument efter antal besökare per år | Nationalmonument efter antal besökare per år | Nationalmonument efter antal besökare per år |
| Namn                                         | Landsflagga, ort                             | Besökare per år                              | Rapporteringsår                              | Anteckningar                                 |
| -------------------------------------------- | -------------------------------------------- | -------------------------------------------- | -------------------------------------------- | -------------------------------------------- |
| Förbjudna staden                             | Peking                                       | 17 000 000+                                  | 2018                                         |                                              |
| Peterskyrkan                                 | Vatikanstaten                                | 11 000                                       | 2018                                         |                                              |
| Slottet i Versailles                         | Versailles                                   | 8 100 000                                    | 2018                                         |                                              |
| Lincolnmonumentet                            | Washington, D.C.                             | 7 804 683                                    | 2018                                         |                                              |
| Colosseum                                    | Rom                                          | 7 650 519                                    | 2018                                         |                                              |
| Parthenon                                    | Aten                                         | 7 200 000                                    | 2016                                         |                                              |
| Eiffeltornet                                 | Paris                                        | 7 000                                        | 2017                                         |                                              |
| Taj Mahal                                    | Agra                                         | 6 532 366                                    | 2019                                         |                                              |
| Kölnerdomen                                  | Köln                                         | 6 000                                        | 2018                                         |                                              |
| Peterhofs palats                             | Sankt Petersburg                             | 5 245 900                                    | 2016                                         |                                              |
| Łazienkipalatset                             | Warszawa                                     | 4 966 858                                    | 2019                                         |                                              |
| Vietnam Veterans Memorial                    | Washington, D.C.                             | 4 719 148                                    | 2018                                         |                                              |
| World War II Memorial                        | Washington, D.C.                             | 4 652 865                                    | 2018                                         |                                              |
| Independence National Historical Park        | Philadelphia                                 | 4 576 436                                    | 2018                                         |                                              |
| Sagrada Família                              | Barcelona                                    | 4 500 000                                    | 2018                                         |                                              |
| Frihetsgudinnan                              | New York                                     | 4 335 431                                    | 2018                                         |                                              |
| Teotihuacán                                  | Teotihuacán                                  | 4,070,000                                    | 2018                                         |                                              |
| Mysorepalatset                               | Mysore                                       | 3 861 162                                    | 2019                                         |                                              |
| Tsarskoje Selo                               | Sankt Petersburg                             | 3 694 000                                    | 2016                                         |                                              |
| Pompeji                                      | Neapel                                       | 3 646 585                                    | 2018                                         |                                              |
| Wilanówpalatset                              | Warszawa                                     | 3 115 797                                    | 2019                                         |                                              |
| Schönbrunn                                   | Wien                                         | 3 050 000                                    | 2017                                         |                                              |
| Kazans Kreml                                 | Kazan                                        | 2 893 300                                    | 2016                                         |                                              |
| Towern                                       | London                                       | 2 858 336                                    | 2018                                         |                                              |
| Alhambra                                     | Granada                                      | 2 760 000                                    | 2018                                         |                                              |
| Chichén Itzá                                 | Yucatán                                      | 2 740 000                                    | 2018                                         |                                              |
| Topkapıpalatset                              | Istanbul                                     | 2 720 119                                    | 2019                                         |                                              |
| Castillo de Chapultepec                      | Mexico City                                  | 2 661 615                                    | 2018                                         |                                              |
| Ciutat de les Arts i les Ciències            | Valencia                                     | 2 637 567                                    | 2018                                         |                                              |
| Statue of Unity                              | Kevadia                                      | 2 600 000+                                   | 2019                                         |                                              |
| Kreml, Moskva                                | Moskva                                       | 2 478 622                                    | 2016                                         |                                              |
| Slaget vid Stalingrad, Nationalmuseum        | Volgograd                                    | 2 359 300                                    | 2016                                         |                                              |
| Tulum                                        | Quintana Roo                                 | 2 190 000                                    | 2018                                         |                                              |
| Auschwitz-Birkenau Memorial and Museum       | Oświęcim                                     | 2 053 000                                    | 2016                                         |                                              |
| Edinburgh Castle                             | Edinburgh                                    | 2 111 578                                    | 2018                                         |                                              |
| Mezquita                                     | Córdoba                                      | 1 953 133                                    | 2018                                         |                                              |
| Alcázar, Sevilla                             | Sevilla                                      | 1 875 744                                    | 2018                                         |                                              |
| Wawelslottet                                 | Kraków                                       | 1 587 999                                    | 2019                                         |                                              |
| Triumfbågen, Paris                           | Paris                                        | 1 583 260                                    | 2017                                         |                                              |
| Palacio Real de Madrid                       | Madrid                                       | 1 552 481                                    | 2018                                         |                                              |
| Neuschwanstein                               | Schwangau                                    | 1 500 000                                    | 2017                                         |                                              |
| Machu Picchu                                 | Cusco                                        | 1 411 276                                    | 2017                                         |                                              |
| Castillo San Felipe del Morro                | San Juan                                     | 1 400 000                                    | 2016                                         |                                              |